# Життя і пригоди чотирьох друзів
«Життя і пригоди чотирьох друзів» (рос. «Жизнь и приключения четырёх друзей») — радянський дитячий художній фільм з чотирьох історій режисера Олега Єришева за сценарієм Юзефа Принцева, знятий на студії «Лентелефільм» на замовлення Ленінградського комітету з телебачення і радіомовлення у 1980—1981 роках.

## Сюжет
Три собаки Бубрік, Тошка і Фрам познайомилися з розумним котом, на ім'я Світлофор і втекли від своїх господарів — Єгеря і Полярника. І тепер їм доведеться пережити багато пригод, перш ніж вони знову зустрінуть Єгері та Полярника, і повернуться додому.

## У ролях
- Катя Кішмерешкіна —  Катя
- Петро Шелохонов — Єгер, Хазяин
- Юхим Каменецький —  Полярник
- Михайло Свєтін —  Злодій
- Євген Тілічеєв —  спільник Злодія
- Микита Еришев —  хлопчик з собакою
- Лев Лемке —  голоси тварин
- Олена Дріацька —  голос

## Знімальна група
- Автор сценарію — Олег Еришев, Юзеф Принцев
- Режисер — Олег Еришев
- Оператор — Роман Черняк
- Художник — Костянтин Дмитраков
- Композитор —  Ігор Цвєтков